# Marval
Pour les articles homonymes, voir Marval (homonymie).
Marval (Marvau en occitan) est une commune française située dans le département de la Haute-Vienne, en région Nouvelle-Aquitaine.
Elle est intégrée au parc naturel régional Périgord-Limousin.
Ses habitants s'appellent les Marvalais et les Marvalaises.

## Géographie

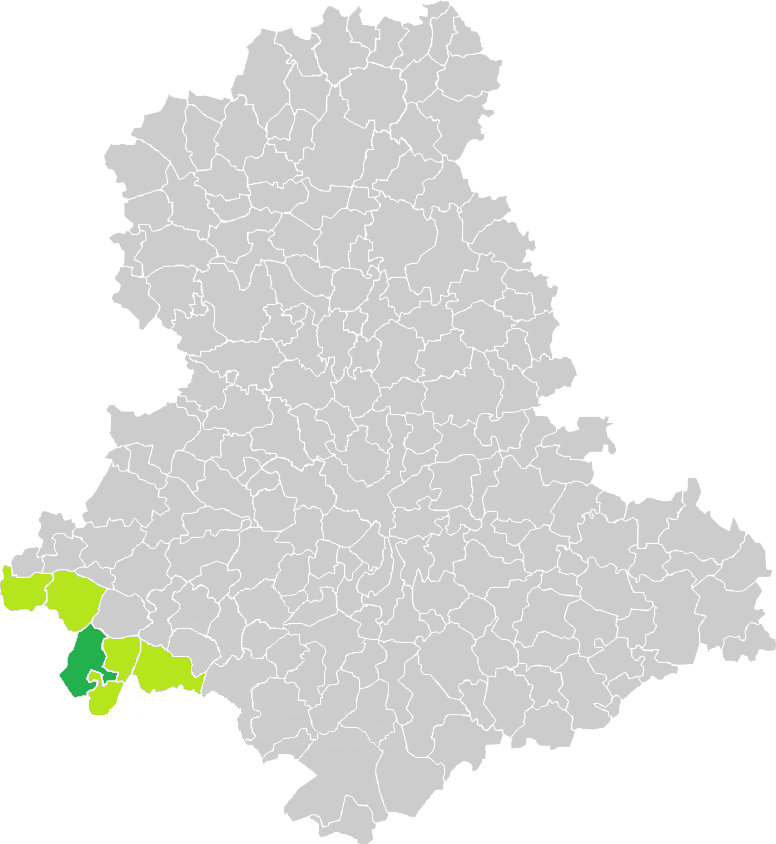
Situation de la commune de Marval en Haute-Vienne.

Le territoire communal est traversé par la rivière le Trieux, affluent de la Tardoire qui rejoint la Charente.
La commune de Marval a une superficie de 38,5 km2. La grande ville la plus proche est Limoges, qui est située à 43 km au nord-est. 

### Communes limitrophes
Marval est limitrophe de six autres communes, dont deux dans le département de la Dordogne. Au nord-ouest, son territoire est distant de 200 mètres de celui de Champniers-et-Reilhac, également en Dordogne.

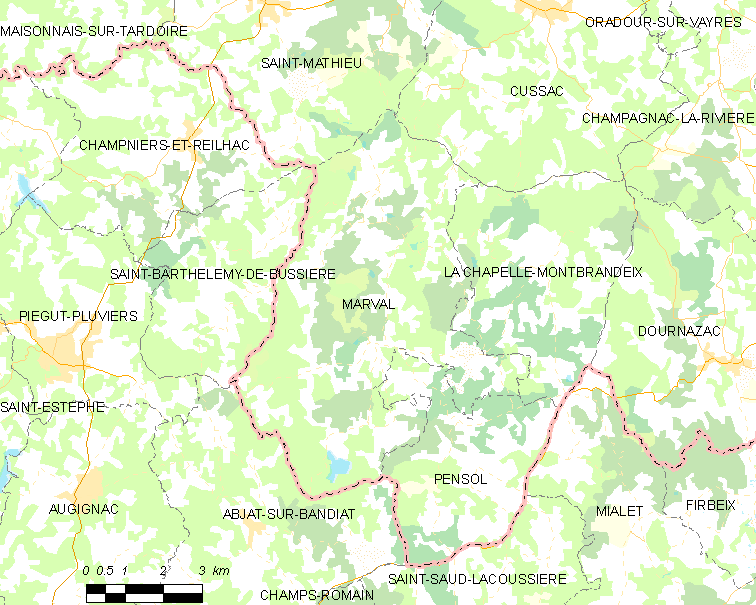
Carte de Marval et des communes avoisinantes.

|                                         | Saint-Mathieu                | Cussac                   |
| Saint-Barthélemy-de-Bussière (Dordogne) | Marval                       | La Chapelle-Montbrandeix |
|                                         | Abjat-sur-Bandiat (Dordogne) | Pensol                   |

### Climat
Pour des articles plus généraux, voir Climat de la Nouvelle-Aquitaine et Climat de la Haute-Vienne.
Historiquement, la commune est exposée à un climat océanique limousin.  
En 2020, Météo-France publie une typologie des climats de la France métropolitaine dans laquelle la commune est exposée à un climat océanique altéré et est dans la région climatique  Aquitaine, Gascogne, caractérisée par une pluviométrie abondante au printemps, modérée en automne, un faible ensoleillement au printemps, un été chaud (19,5 °C), des vents faibles, des brouillards fréquents en automne et en hiver et des orages fréquents en été (15 à 20 jours).
Pour la période 1971-2000, la température annuelle moyenne est de 11,3 °C, avec une amplitude thermique annuelle de 14,7 °C. Le cumul annuel moyen de précipitations est de 1 158 mm, avec 13,3 jours de précipitations en janvier et 8,1 jours en juillet. Pour la période 1991-2020, la température moyenne annuelle observée sur la station météorologique la plus proche, située sur la commune de Champagnac-la-Rivière à 13 km à vol d'oiseau, est de 11,5 °C et le cumul annuel moyen de précipitations est de 1 189,6 mm,. Pour l'avenir, les paramètres climatiques de la commune estimés pour 2050 selon différents scénarios d’émission de gaz à effet de serre sont consultables sur un site dédié publié par Météo-France en novembre 2022.

## Urbanisme

### Typologie
Au 1er janvier 2024, Marval est catégorisée commune rurale à habitat très dispersé, selon la nouvelle grille communale de densité à sept niveaux définie par l'Insee en 2022.
Elle est située hors unité urbaine et hors attraction des villes,.

### Occupation des sols
L'occupation des sols de la commune, telle qu'elle ressort de la base de données européenne d’occupation biophysique des sols Corine Land Cover (CLC), est marquée par l'importance des forêts et milieux semi-naturels (61,2 % en 2018), en diminution par rapport à 1990 (64,5 %). La répartition détaillée en 2018 est la suivante : forêts (60,5 %), zones agricoles hétérogènes (22 %), prairies (16 %), milieux à végétation arbustive et/ou herbacée (0,7 %), eaux continentales (0,7 %). L'évolution de l'occupation des sols de la commune et de ses infrastructures peut être observée sur les différentes représentations cartographiques du territoire : la carte de Cassini (XVIIIe siècle), la carte d'état-major (1820-1866) et les cartes ou photos aériennes de l'IGN pour la période actuelle (1950 à aujourd'hui).

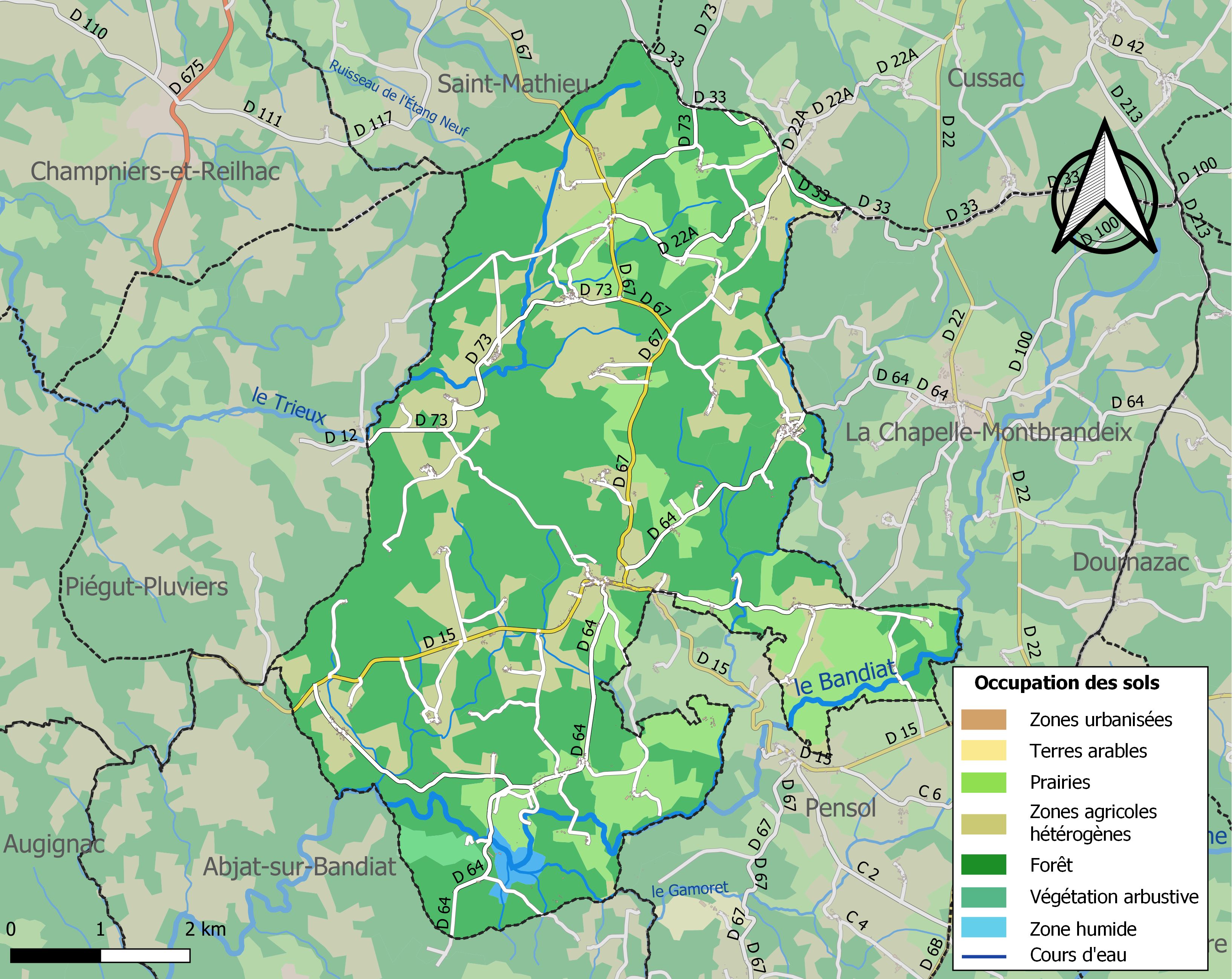
Carte des infrastructures et de l'occupation des sols de la commune en 2018 (CLC).

### Villages, hameaux et lieux-dits
La population est très dispersée et répartie dans un certain nombre de hameaux comme l'Age, la Chautrandie, le Courtieux, l'Épinassie, Laborie, Labrousse, Larmat, le Mazelier, Milhaguet, la Nadalie, le Puy Chevalier, la Souchère, la Varlanchie, la Vilotte. 

### Risques majeurs
Le territoire de la commune de Marval est vulnérable à différents aléas naturels : météorologiques (tempête, orage, neige, grand froid, canicule ou sécheresse) et séisme (sismicité faible). Il est également exposé à un risque particulier : le risque de radon. Un site publié par le BRGM permet d'évaluer simplement et rapidement les risques d'un bien localisé soit par son adresse soit par le numéro de sa parcelle.

#### Risques naturels

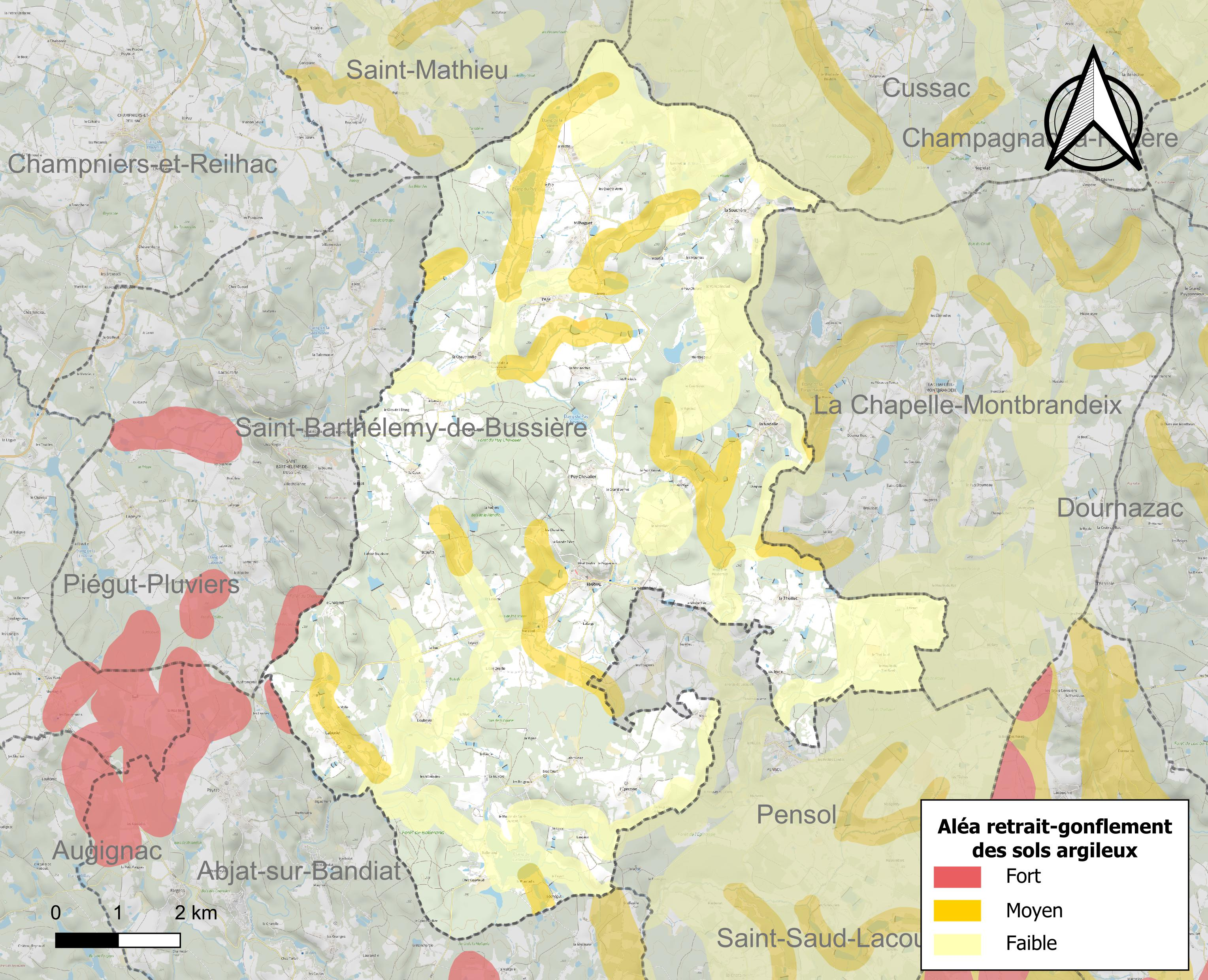
Carte des zones d'aléa retrait-gonflement des sols argileux de Marval.

Le retrait-gonflement des sols argileux est susceptible d'engendrer des dommages importants aux bâtiments en cas d’alternance de périodes de sécheresse et de pluie. 11,5 % de la superficie communale est en aléa moyen ou fort (27 % au niveau départemental et 48,5 % au niveau national métropolitain). Depuis le 1er octobre 2020, en application de la loi ÉLAN, différentes contraintes s'imposent aux vendeurs, maîtres d'ouvrages ou constructeurs de biens situés dans une zone classée en aléa moyen ou fort,.
La commune a été reconnue en état de catastrophe naturelle au titre des dommages causés par les inondations et coulées de boue survenues en 1982 et 1999 et par des mouvements de terrain en 1999.

#### Risque particulier
Dans plusieurs parties du territoire national, le radon, accumulé dans certains logements ou autres locaux, peut constituer une source significative d'exposition de la population aux rayonnements ionisants. Selon la classification de 2018, la commune de Marval est classée en zone 3, à savoir zone à potentiel radon significatif.

## Histoire
Des vestiges d'un oppidum attestent que la commune est habitée depuis au moins l'époque gallo-romaine. Autrefois, Marval et Milhaguet étaient deux communes distinctes. Après la Révolution française, en 1793, les communes de  Milhaguet et de Boubon fusionnent. Puis en 1803, Milhaguet est rattachée à La Chapelle-Montbrandeix pour redevenir indépendante en 1843. Finalement, en 1973, Milhaguet fusionne avec Marval.

## Toponymie
Sur la planète Mars, en mars 2021, l'une des cibles d'analyses poussées effectuées sur un affleurement rocheux par l'astromobile Curiosity de la NASA, est baptisée d'après la commune.

## Politique et administration
| Période                                  | Période      | Identité                                 | Étiquette | Qualité                        |
| ---------------------------------------- | ------------ | ---------------------------------------- | --------- | ------------------------------ |
| Les données manquantes sont à compléter. |              |                                          |           |                                |
| 1792                                     |              | Pierre Labeaud                           |           |                                |
| 1795                                     |              | Pierre Marc Soury                        |           |                                |
| 1797                                     |              | Jean Labrousse                           |           |                                |
| 1799                                     |              | François Villebaley                      |           |                                |
| 1809                                     |              | Pierre Marc Soury                        |           |                                |
| 1816                                     |              | François Joseph de David de Lastours     |           |                                |
| 1817                                     |              | Pierre Marc Soury                        |           |                                |
| 1832                                     |              | Jean Copperie                            |           |                                |
| 1835                                     |              | Aubin Garrigou-Lagrange                  |           |                                |
| 1840                                     |              | Jean de Labatud                          |           |                                |
| 1843                                     |              | Lucien Martial Durtelle de Saint Sauveur |           |                                |
| 1848                                     |              | Jean de Labatud                          |           |                                |
| 1848                                     |              | Aubin Garrigou-Lagrange                  |           |                                |
| 1854                                     |              | Antoine Soury                            |           |                                |
| 1857                                     |              | Aubin Garrigou-Lagrange                  |           |                                |
| 1869                                     |              | François Besson                          |           |                                |
| 1870                                     |              | Antoine Soury                            |           |                                |
| 1878                                     |              | Henri Chambounaud                        |           |                                |
| 1881                                     |              | Antoine Soury                            |           |                                |
| 1882                                     |              | Pierre Adrien Desproges                  |           |                                |
| 1888                                     |              | Hyacinthe Durtelle de Saint Sauveur      |           |                                |
| 1900                                     |              | Paul Agard                               |           |                                |
| 1904                                     |              | Grégoire Soury                           |           |                                |
| 1925                                     |              | Albert Pouméroulie                       |           |                                |
| 1933                                     |              | François Chaulet                         |           |                                |
| 1936                                     |              | Jean Morange                             |           |                                |
| 1944                                     |              | André Marcillaud                         | PCF       | Conseiller général (1951-1982) |
| 1983                                     |              | Jean-Baptiste Chazelas                   | PCF       |                                |
| 1994                                     |              | René Clermont                            |           |                                |
| 1995                                     |              | Huguette Malpeyre                        |           |                                |
| 1998                                     | mars 2008    | Jean Cambray                             |           |                                |
| mars 2008                                | octobre 2008 | Michel Duclos                            | SE        | Retraité                       |
| octobre 2008                             | avril 2014   | Lucien Pot                               | SE        | Retraité                       |
| avril 2014                               | juillet 2020 | Alain Perche                             |           | Fonctionnaire                  |
| juillet 2020                             | En cours     | Pierre Hachin                            |           |                                |

## Démographie
L'évolution du nombre d'habitants est connue à travers les recensements de la population effectués dans la commune depuis 1793. Pour les communes de moins de 10 000 habitants, une enquête de recensement portant sur toute la population est réalisée tous les cinq ans, les populations de référence des années intermédiaires étant quant à elles estimées par interpolation ou extrapolation. Pour la commune, le premier recensement exhaustif entrant dans le cadre du nouveau dispositif a été réalisé en 2004.

En 2022, la commune comptait 481 habitants, en évolution de −13,02 % par rapport à 2016 (Haute-Vienne : −0,68 %, France hors Mayotte : +2,11 %).
| 1793  | 1800  | 1806  | 1821  | 1831  | 1836  | 1841  | 1846  | 1851  |
| ----- | ----- | ----- | ----- | ----- | ----- | ----- | ----- | ----- |
| 1 204 | 1 238 | 1 124 | 1 298 | 1 434 | 1 470 | 1 567 | 1 623 | 1 624 |

| 1856  | 1861  | 1866  | 1872  | 1876  | 1881  | 1886  | 1891  | 1896  |
| ----- | ----- | ----- | ----- | ----- | ----- | ----- | ----- | ----- |
| 1 557 | 1 483 | 1 548 | 1 446 | 1 541 | 1 628 | 1 794 | 1 745 | 1 780 |

| 1901  | 1906  | 1911  | 1921  | 1926  | 1931  | 1936  | 1946  | 1954  |
| ----- | ----- | ----- | ----- | ----- | ----- | ----- | ----- | ----- |
| 1 777 | 1 804 | 1 780 | 1 504 | 1 473 | 1 412 | 1 284 | 1 126 | 1 003 |

| 1962 | 1968 | 1975 | 1982 | 1990 | 1999 | 2004 | 2006 | 2009 |
| ---- | ---- | ---- | ---- | ---- | ---- | ---- | ---- | ---- |
| 851  | 732  | 783  | 683  | 556  | 553  | 564  | 562  | 587  |

| 2014 | 2019 | 2022 | - | - | - | - | - | - |
| ---- | ---- | ---- | - | - | - | - | - | - |
| 557  | 500  | 481  | - | - | - | - | - | - |

En 2021, la commune comptait 25,4 % d'habitants étrangers notamment du fait de l'immigration britannique.

## Culture locale et patrimoine

### Lieux et monuments
- L'Église Saint-Amand de Marval se compose d'une travée sous clocher couverte d'une coupole sur pendentifs et d'un chevet du XIIe siècle, avec une nef et un portail du XIIIe siècle. Les chapiteaux de calcaire de l'intérieur du chevet sont ornés de végétaux à feuilles grasses, de deux anges et d'hommes adossés pris dans des rinceaux, datables du milieu du XIIe siècle et comparables aux productions de l'Angoumois voisin. Des modillons ornés de visages humains et animaliers soutiennent la corniche de l'abside. Le clocher a été recouvert d'un bardage de plaquettes de châtaignier dans les années 1980. L'église est inscrite aux monuments historiques depuis 1926[28].
- L'église de l'Assomption de la Très-Sainte-Vierge de Milhaguet est inscrite aux monuments historiques depuis 1926[29].
- Le château de Marval, dans le bourg inscrit aux monuments historiques depuis 1988[30].
- Le domaine de Ballerand.
- Le boisseau des dîmes, un rocher creusé par l'érosion.

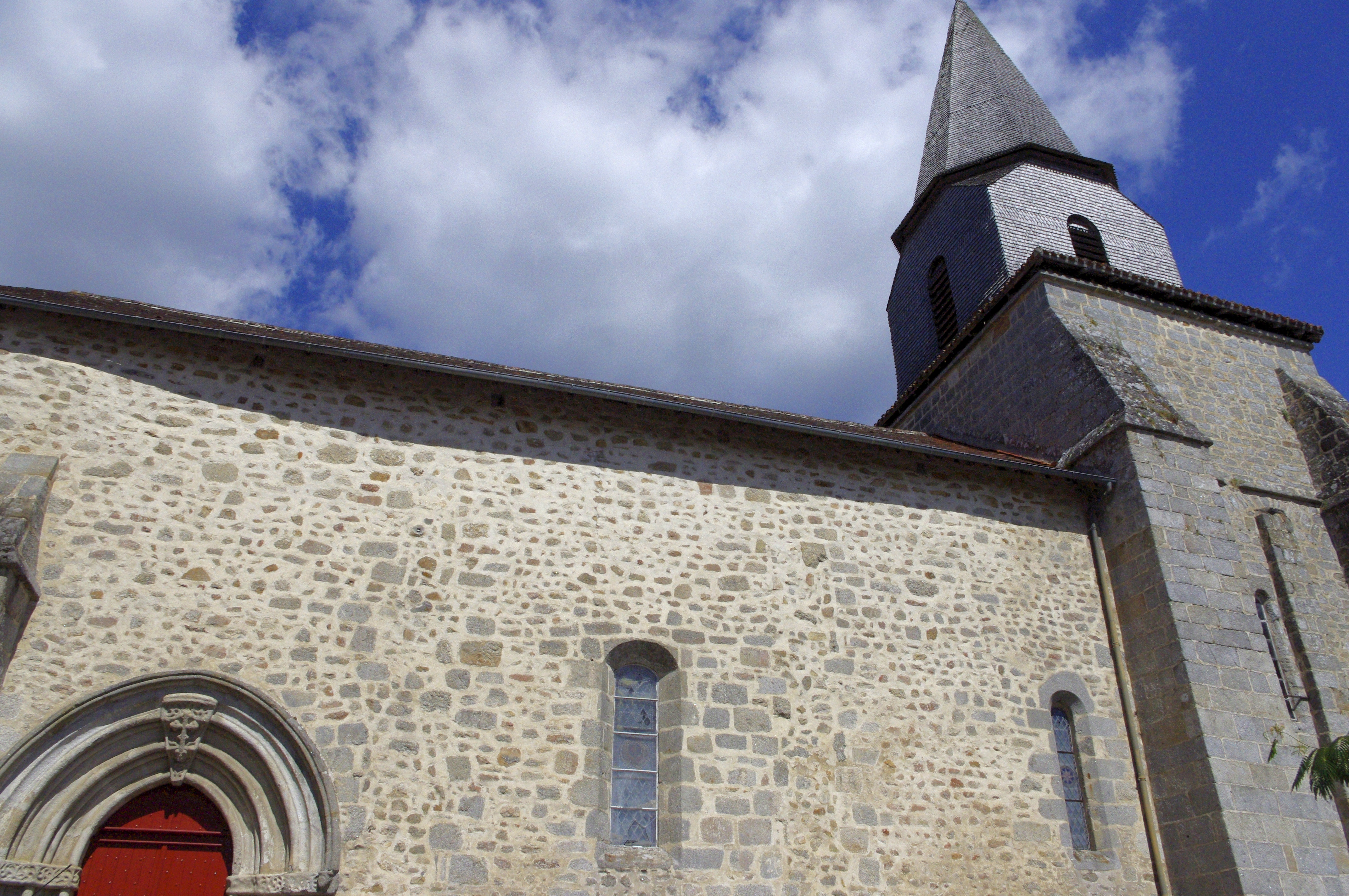
L'église de Marval.
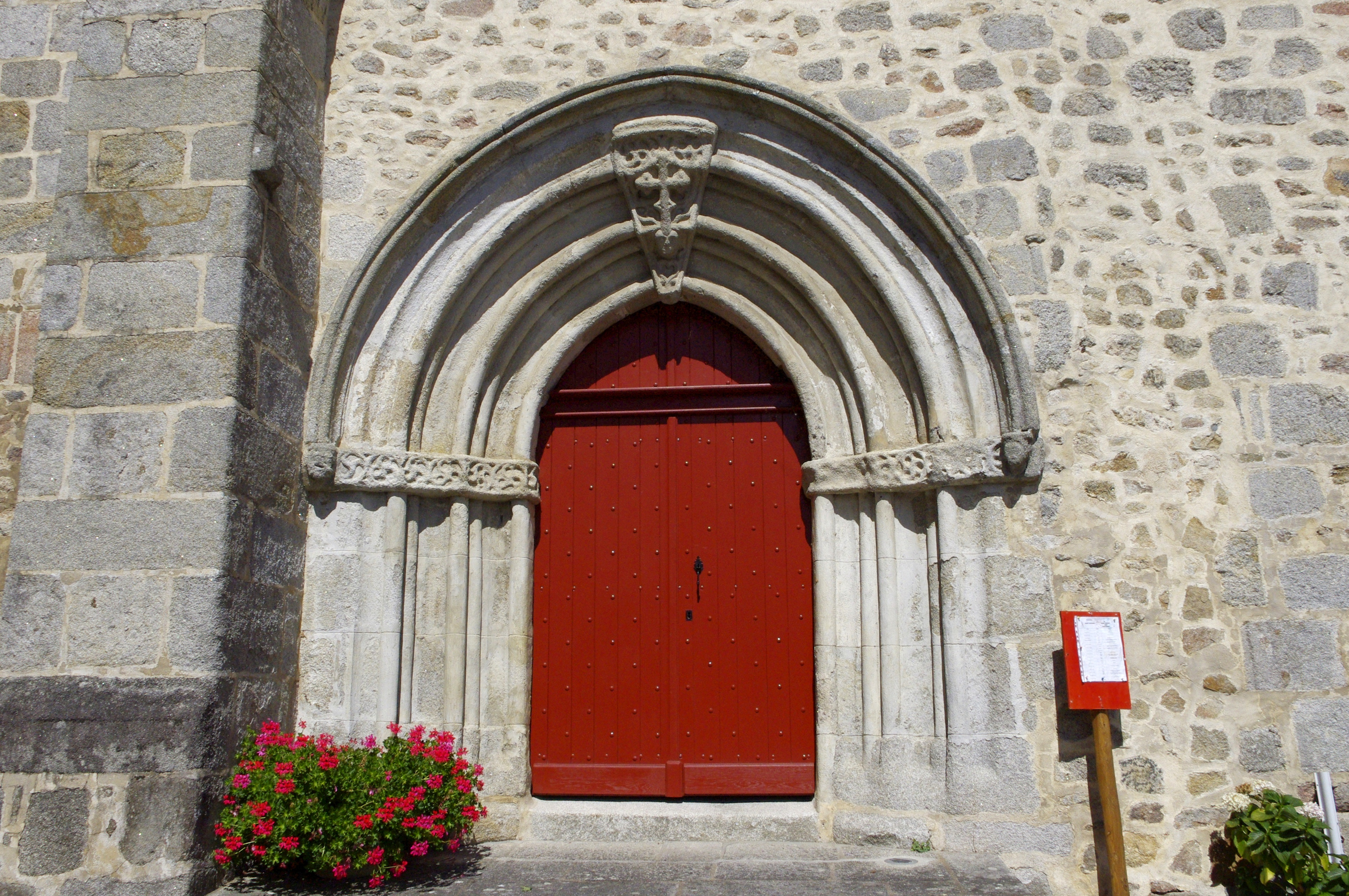
Portail de l'église de Marval.
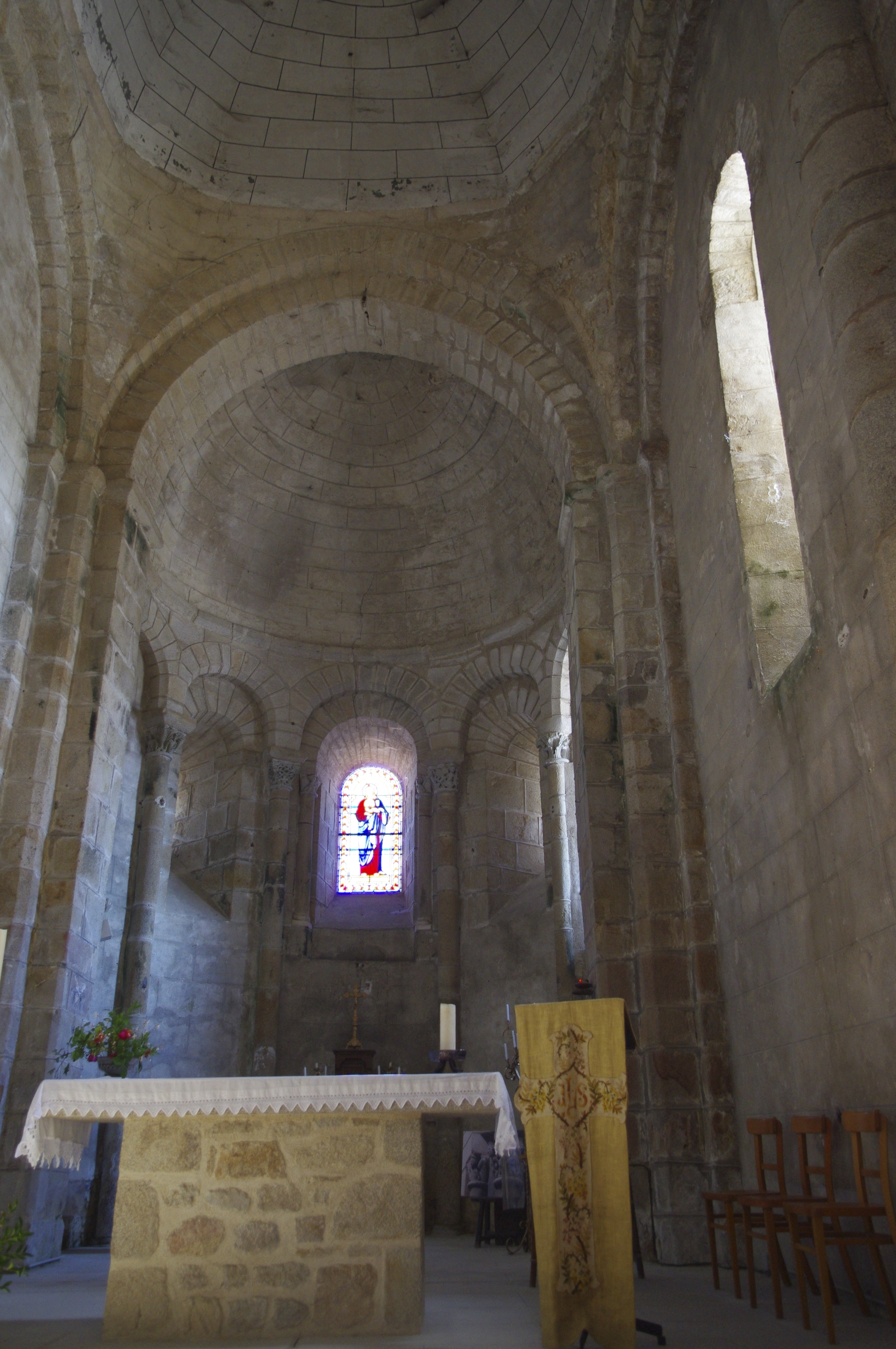
Coupole et cul-de-four de l'église de Marval.
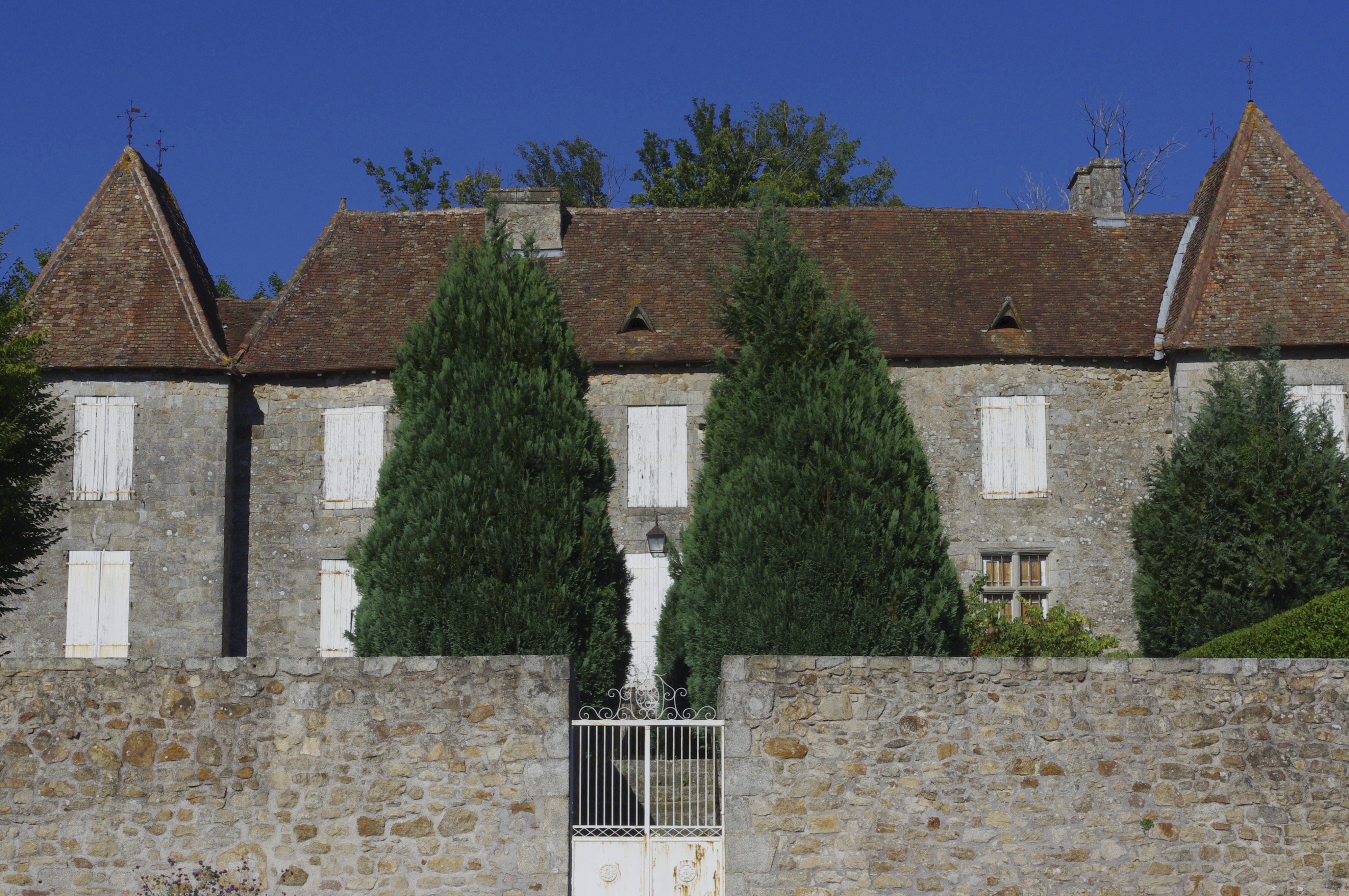
Le château de Marval.
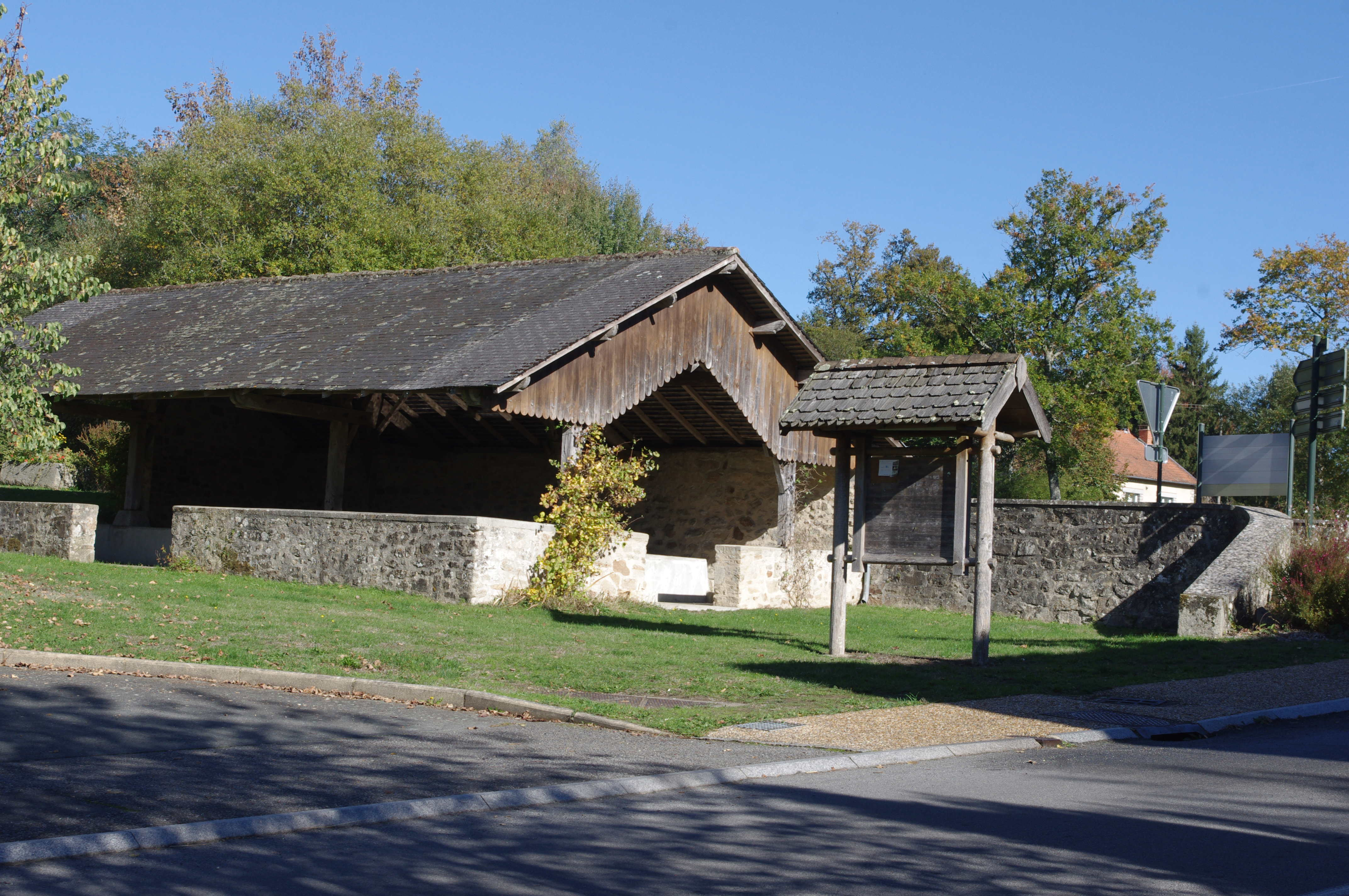
Le lavoir à Marval.
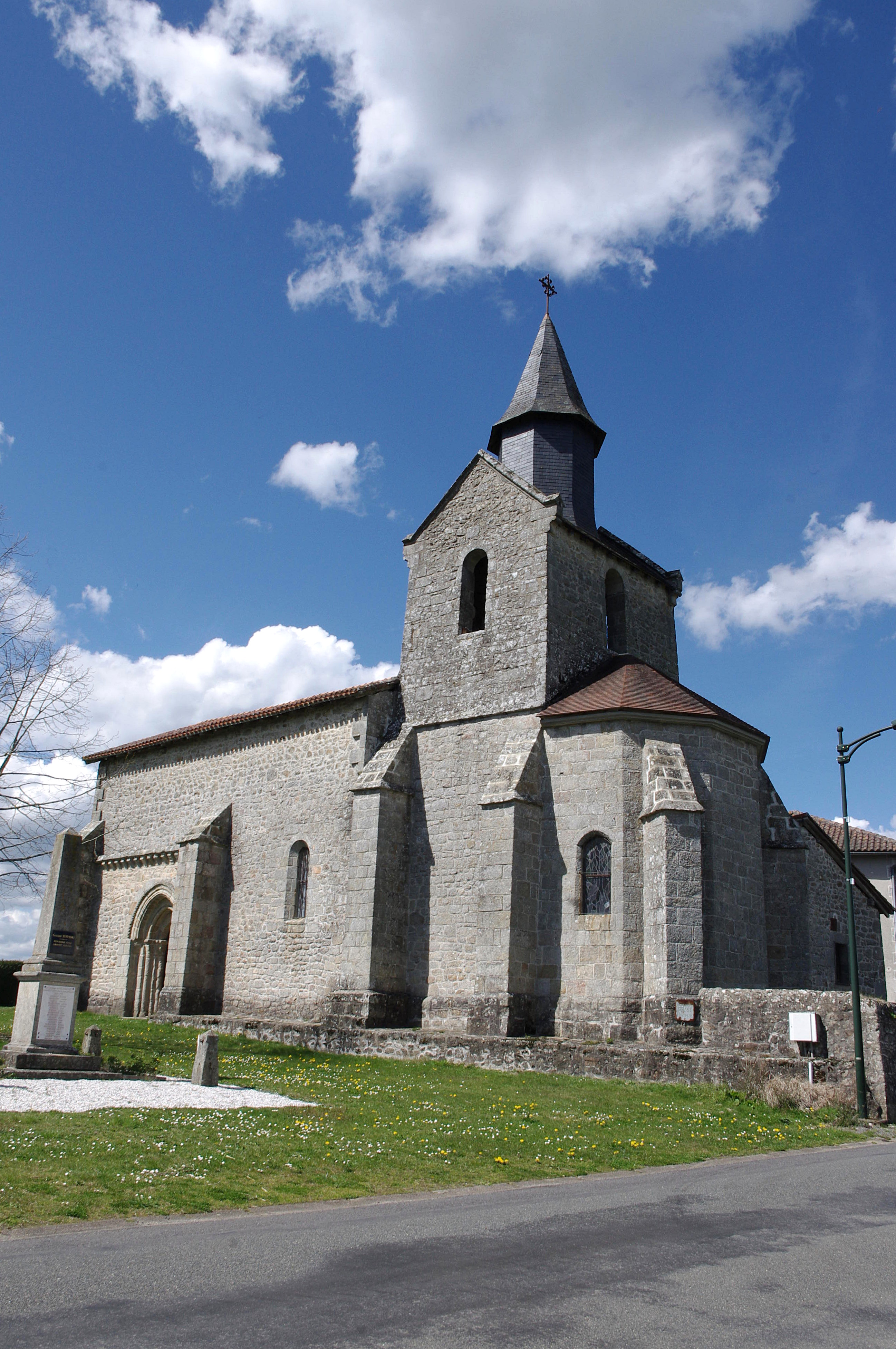
L'église de Milhaguet.
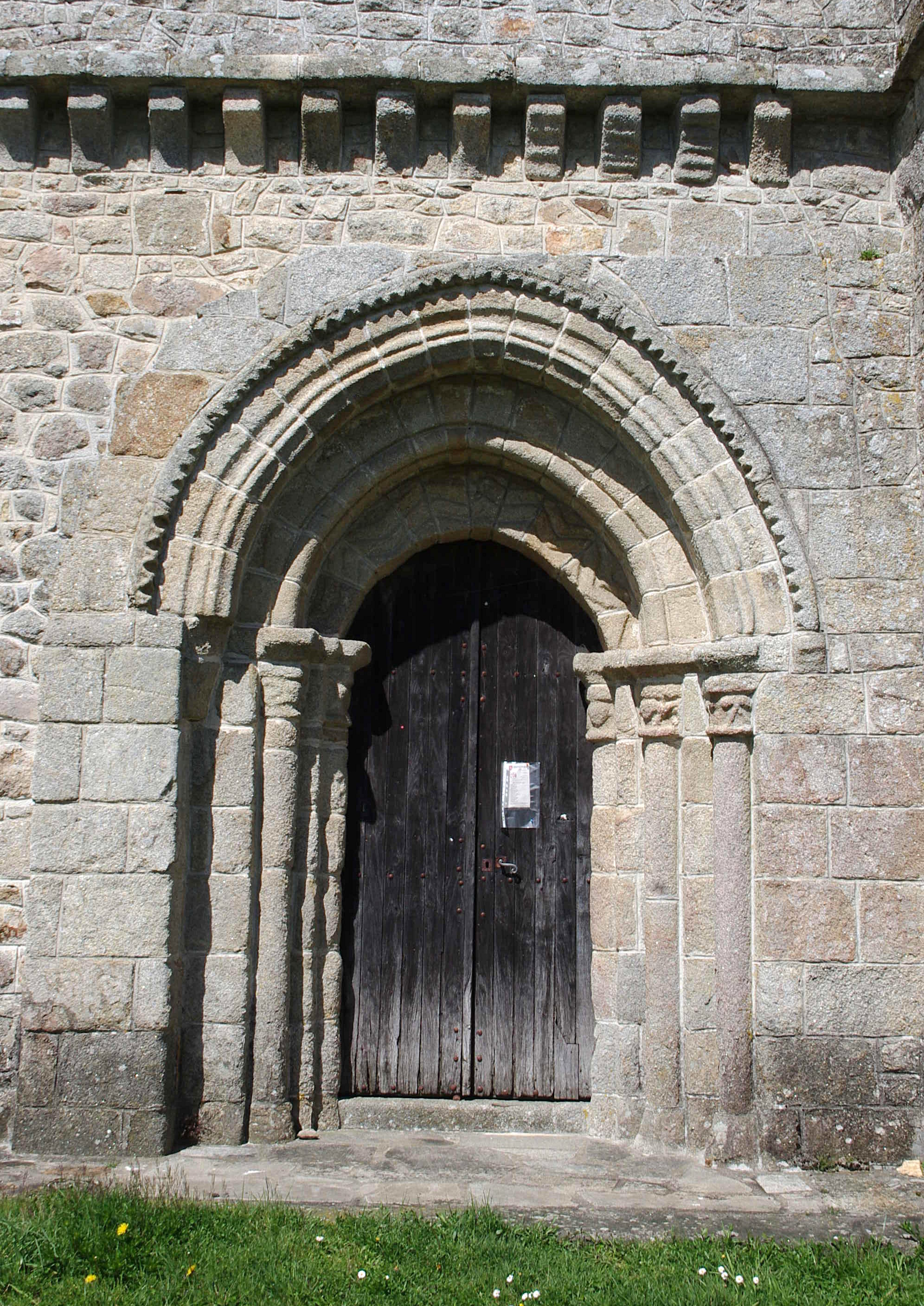
Portail de l'église de Milhaguet.
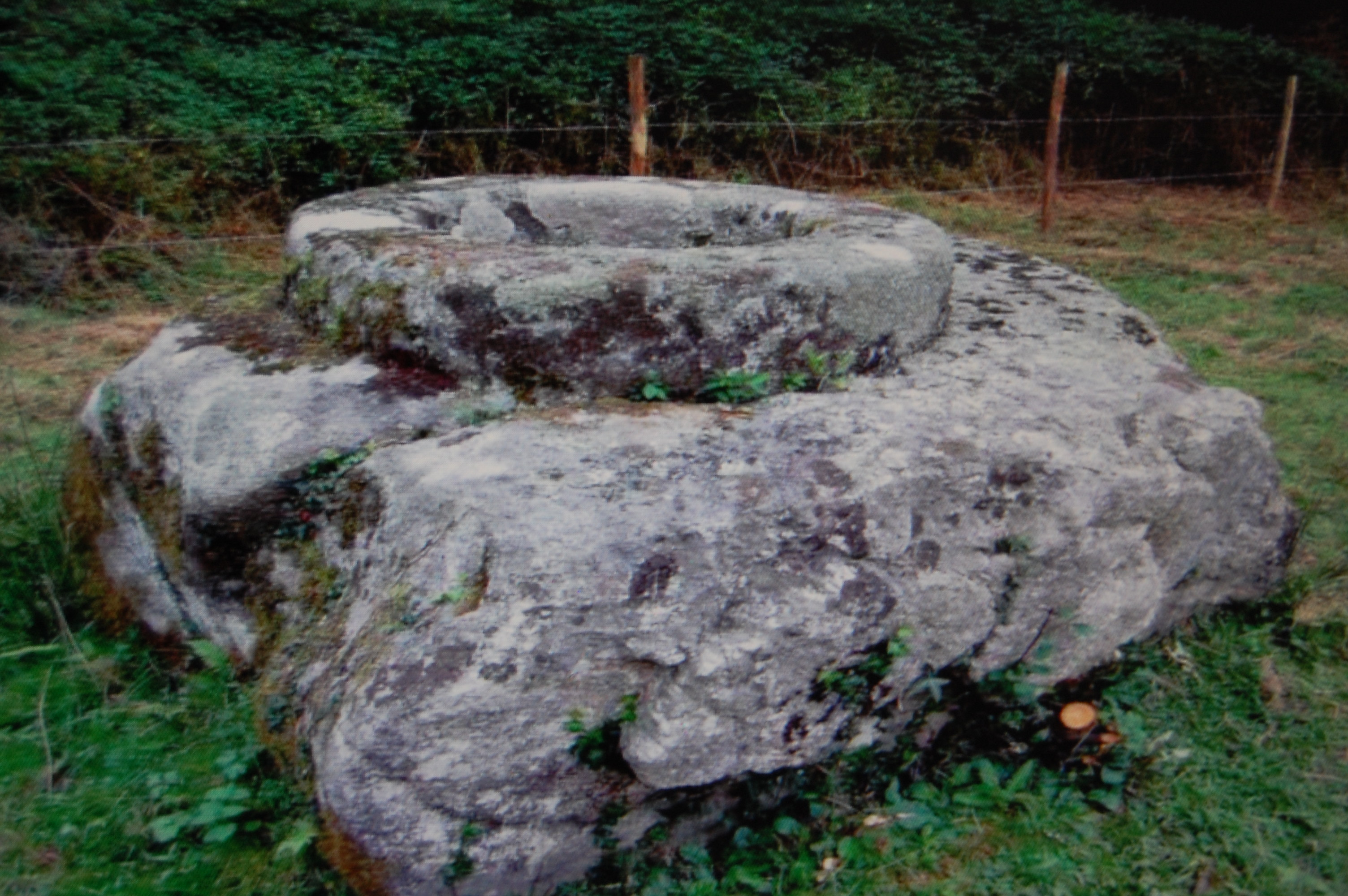
Le boisseau des dîmes.

#### ZNIEFF
La commune présente quatre zones naturelles d'intérêt écologique, faunistique et floristique (ZNIEFF) de type 1.
- Forêt et zone humide de Boubon qui se trouve à l'intérieur de la ZNIEFF Vallée de la Tardoire (du moulin de Cros a Peyrassoulat)[31].
- L'étang de Vieulac au nord du village de la Nadalie[32].
- Étang de Ballerand et cours d'eau amont du Bandiat. Le Bandiat et le Gamoret abritent des moules perlières[33].
- Les landes et prairies humides du Theillaud et des Tuileries. La lande des Tuileries se trouve le long de la route  des Trois Cerisiers et les zones humides du Theillaud le long du Bandiat. On y trouve, entre autres drosera intermedia et le crapaud calamite[34].

Une ZNIEFF de type 2
- Vallée de la Tardoire (du moulin de Cros à Peyrassoulat)[35].

#### Sentier de grande randonnée
Le GR 4 qui va de Royan à Grasse traverse l'est de la commune. Il est commun avec le GR 654, chemin de Saint-Jacques (voie de Vézelay).

### Personnalités liées à la commune
- Jean Gourinchas, dit Burgou

### Héraldique
| Blason de Marval | Blason  | Mi-parti, au 1er d'azur au chevron d'or chargé d'un chevronnel d'argent lui-même chargé de six mouchetures d'hermine de sable, au 2d de gueules à la croix de Toulouse d'or. |
| Blason de Marval | Détails | |

## Pour approfondir